# Europejska Nagroda Filmowa dla najlepszego scenarzysty
Europejska Nagroda Filmowa dla najlepszego scenarzysty (ang. European Film Award for Best Screenwriter) − nagroda przyznawana za najlepszy scenariusz do filmu europejskiego w ramach Europejskich Nagród Filmowych. Przyznawana jest przez członków Europejskiej Akademii Filmowej już od pierwszej edycji rozdania nagród w 1988 roku. W latach 1993–1995 nagrody nie przyznawano.
Dwukrotnymi laureatami nagrody są: Węgier István Szabó, francuski duet Agnès Jaoui i Jean-Pierre Bacri, duński tandem Thomas Vinterberg i Tobias Lindholm, Polak Paweł Pawlikowski i Szwed Ruben Östlund. Najwięcej nominacji – po cztery – otrzymali Pedro Almodóvar, Michael Haneke, Paolo Sorrentino i Paul Laverty.
Spośród polskich scenarzystów nagrodę otrzymali Roman Polański (2010) oraz dwukrotnie Paweł Pawlikowski (2014, 2018). Nominowani byli również: Maciej Dejczer i Cezary Harasimowicz (1989), Ryszard Bugajski i Janusz Dymek (1990), Krzysztof Kieślowski i Krzysztof Piesiewicz (2002), Tomasz Wasilewski (2016), Mateusz Pacewicz (2020) oraz Agnieszka Holland, Gabriela Łazarkiewicz-Sieczko i Maciej Pisuk (2023).

## Laureaci i nominowani

### 1988−1989
1988:  Louis Malle – Do zobaczenia, chłopcy

nominacje:
- Terence Davies – Dalekie głosy, spokojne życie
- Wolfgang Held – Jeden drugiego brzemiona noście
- Franco Bernini, Daniele Luchetti i Angelo Pasquini – Jutro się zdarzy
- Manoel de Oliveira – Kanibale

1989:  Maria Chmielik – Mała Wiera

nominacje:
- Maciej Dejczer i Cezary Harasimowicz – 300 mil do nieba
- Géza Bereményi – Eldorado
- Þráinn Bertelsson – Magnus
- Teo Angelopoulos,  Tonino Guerra i  Thanassis Valtinos – Pejzaż we mgle

### 1990–1999
1990:  Witalij Kaniewski – Zamrzyj, umrzyj, zmartwychwstań!

nominacje:
- Ryszard Bugajski i Janusz Dymek – Przesłuchanie
- Etienne Glaser, Madeleine Gustafsson i Suzanne Osten – Anioł stróż

1991:  Jaco Van Dormael – Toto bohater
1992:  István Szabó – Kochana Emmo, droga Bobe
1993-1996: Nagrody nie przyznawano.
1996:  Siergiej Bodrow starszy, Arif Alijew i Boris Giller – Jeniec Kaukazu
1997:  Chris Vander Stappen i Alain Berliner – Różowe lata

nominacje:
- Abdulah Sidran i Ademir Kenović – Idealne koło
- Andrij Kurkow – Przyjaciel nieboszczyka

1998:  Peter Howitt – Przypadkowa dziewczyna

nominacje:
- Alex van Warmerdam – Mały Antoś
- Lars von Trier – Idioci
- Jean-Pierre Bacri i Agnès Jaoui – Znamy tę piosenkę

1999:  István Szabó i  Israel Horovitz – Kropla słońca

nominacje:
- Saša Gedeon – Powrót idioty
- Ayub Khan Din – Wojny domowe

### 2000–2009
2000:  Agnès Jaoui i Jean-Pierre Bacri – Gusta i guściki

nominacje:
- Doriana Leondeff i Silvio Soldini – Chleb i tulipany
- Dominik Moll i Gilles Marchand – Harry, twój prawdziwy przyjaciel
- Rafael Azcona – Język motyli
- Irakli Kwirikadze,  Maria Zwieriewa i  Nana Dżordżadze – Lato albo 27 straconych pocałunków
- Wolfgang Kohlhaase – Legenda Rity

2001:  Danis Tanović – Ziemia niczyja

nominacje:
- Achero Mañas – Kulka
- Jean-Louis Milesi i Robert Guédiguian – Miasto jest spokojne
- Ettore Scola, Silvia Scola, Giacomo Scarpelli i Furio Scarpelli – Nieuczciwa konkurencja
- Laurent Cantet i Robin Campillo – Odjazd
- Michael Haneke – Pianistka

2002:  Pedro Almodóvar – Porozmawiaj z nią

nominacje:
- François Ozon – 8 kobiet
- Aki Kaurismäki – Człowiek bez przeszłości
- Paul Greengrass – Krwawa niedziela
- Tonino Benacquista i Jacques Audiard – Na twoich ustach
- Krzysztof Piesiewicz i Krzysztof Kieślowski – Niebo
- Paul Laverty – Słodka szesnastka

2003:  Bernd Lichtenberg – Good bye, Lenin!

nominacje:
- Lars von Trier – Dogville
- Hanif Kureishi – Matka
- Sandro Petraglia i Stefano Rulli – Nasze najlepsze lata
- Steven Knight – Niewidoczni
- Dušan Kovačević – Zawodowiec

2004:  Agnès Jaoui i Jean-Pierre Bacri  – Popatrz na mnie

nominacje:
- Paul Laverty – Czuły pocałunek
- Fatih Akın – Głową w mur
- Jean-Luc Godard – Nasza muzyka
- Alejandro Amenábar i Mateo Gil – W stronę morza
- Pedro Almodóvar – Złe wychowanie

2005:  Hany Abu-Assad i  Bero Beyer – Przystanek Raj

nominacje:
- Mark O’Halloran – Adam i Paul
- Anders Thomas Jensen – Bracia
- Anders Thomas Jensen – Jabłka Adama
- Dani Levy i  Holger Franke – Siła złego na jednego
- Cristi Puiu i Razvan Radulescu – Śmierć pana Lăzărescu
- Michael Haneke – Ukryte

2006:  Florian Henckel von Donnersmarck – Życie na podsłuchu

nominacje:
- Corneliu Porumboiu – 12:08 na wschód od Bukaresztu
- Pedro Almodóvar – Volver
- Paul Laverty – Wiatr buszujący w jęczmieniu

2007:  Fatih Akın – Na krawędzi nieba

nominacje:
- Cristian Mungiu – 4 miesiące, 3 tygodnie i 2 dni
- Peter Morgan – Królowa
- Eran Kolirin – Przyjeżdża orkiestra

2008:  Maurizio Braucci, Ugo Chiti, Gianni Di Gregorio, Matteo Garrone, Massimo Gaudioso, Roberto Saviano – Gomorra

nominacje:
- Paolo Sorrentino – Boski
- Suha Arraf i  Eran Riklis – Drzewo cytrynowe
- Ari Folman – Walc z Baszirem

2009:  Michael Haneke – Biała wstążka

nominacje:
- Jacques Audiard i Thomas Bidegain − Prorok
- Simon Beaufoy − Slumdog. Milioner z ulicy
- Gianni Di Gregorio − Obiad w środku sierpnia

### 2010–2019
2010:  Robert Harris i  Roman Polański − Autor widmo

nominacje:
- Jorge Guerricaechevarría i Daniel Monzón − Cela 211
- Samuel Maoz − Liban
- Radu Mihăileanu − Koncert

2011:  Jean-Pierre i Luc Dardenne − Chłopiec na rowerze

nominacje:
- Anders Thomas Jensen − W lepszym świecie
- Aki Kaurismäki − Człowiek z Hawru
- Lars von Trier − Melancholia

2012:  Tobias Lindholm i Thomas Vinterberg – Polowanie

nominacje:
- Cristian Mungiu – Za wzgórzami
- Michael Haneke – Miłość
- Roman Polański i  Yasmina Reza – Rzeź
- Olivier Nakache i Éric Toledano – Nietykalni

2013:  François Ozon – U niej w domu

nominacje:
- Paolo Sorrentino i Umberto Contarello – Wielkie piękno
- Tom Stoppard – Anna Karenina
- Giuseppe Tornatore – Koneser
- Felix Van Groeningen i Carl Joos – W kręgu miłości

2014:  Paweł Pawlikowski i  Rebecca Lenkiewicz – Ida

nominacje:
- Ebru Ceylan i Nuri Bilge Ceylan – Zimowy sen
- Jean-Pierre i Luc Dardenne – Dwa dni, jedna noc
- Steven Knight – Locke
- Oleg Niegin i Andriej Zwiagincew – Lewiatan

2015:  Jorgos Lantimos i Eftimis Filipu – Lobster

nominacje:
- Radu Jude i Florin Lazarescu − Aferim!
- Alex Garland − Ex Machina
- Andrew Haigh − 45 lat
- Roy Andersson – Gołąb przysiadł na gałęzi i rozmyśla o istnieniu
- Paolo Sorrentino – Młodość

2016:  Maren Ade – Toni Erdmann

nominacje:
- Paul Laverty – Ja, Daniel Blake
- Emma Donoghue – Pokój
- Cristian Mungiu – Egzamin
- Tomasz Wasilewski – Zjednoczone stany miłości

2017:  Ruben Östlund – The Square

nominacje:
- Ildikó Enyedi − Dusza i ciało
- Jorgos Lantimos i Eftimis Filipu − Zabicie świętego jelenia
- Oleg Niegin i Andriej Zwiagincew − Niemiłość
- François Ozon – Frantz

2018:  Paweł Pawlikowski – Zimna wojna

nominacje:
- Ali Abbasi,  Isabella Eklöf i  John Ajvide Lindqvist − Granica
- Matteo Garrone, Ugo Chiti i Massimo Gaudioso − Dogman
- Gustav Möller i Emil Nyggard Albertsen − Winni
- Alice Rohrwacher – Szczęśliwy Lazzaro

2019:  Céline Sciamma – Portret kobiety w ogniu

nominacje:
- Pedro Almodóvar − Ból i blask
- Marco Bellocchio, Valia Santella, Ludovica Rampoldi, Francesco Piccolo i Francesco La Licata − Zdrajca
- Ladj Ly,  Giordano Gederlini i  Alexis Manenti − Nędznicy
- Roman Polański i  Robert Harris – Oficer i szpieg

### 2020–2029
2020:  Tobias Lindholm i Thomas Vinterberg – Na rauszu

nominacje:
- Burhan Qurbani i Martin Behnke – Berlin Alexanderplatz
- Mateusz Pacewicz – Boże Ciało
- Costa-Gavras – Dorośli w pokoju
- Pietro Marcello i Maurizio Braucci – Martin Eden
- Damiano i Fabio D’Innocenzo – Złe baśnie

2021:  Christopher Hampton i  Florian Zeller – Ojciec

nominacje:
- Jasmila Žbanić – Aida
- Joachim Trier i Eskil Vogt – Najgorszy człowiek na świecie
- Radu Jude – Niefortunny numerek lub szalone porno
- Paolo Sorrentino – To była ręka Boga

2022:  Ruben Östlund – W trójkącie

nominacje:
- Carla Simón i Arnau Vilaró – Alcarràs
- Kenneth Branagh − Belfast
- Lukas Dhont i Angelo Tijssens – Blisko
- Ali Abbasi i  Afshin Kamran Bahrami – Holy Spider

2023:  Arthur Harari i Justine Triet – Anatomia upadku

nominacje:
- Aki Kaurismäki – Opadające liście
- İlker Çatak i Johannes Duncker − Pokój nauczycielski
- Jonathan Glazer – Strefa interesów
- Agnieszka Holland, Gabriela Łazarkiewicz-Sieczko i Maciej Pisuk – Zielona granica

2024:  Jacques Audiard – Emilia Pérez

nominacje:
- / Magnus von Horn i  Line Langebek – Dziewczyna z igłą
- Pedro Almodóvar – W pokoju obok
- Mohammad Rasoulof – Nasienie świętej figi
- Coralie Fargeat – Substancja